# Jean Le Bel

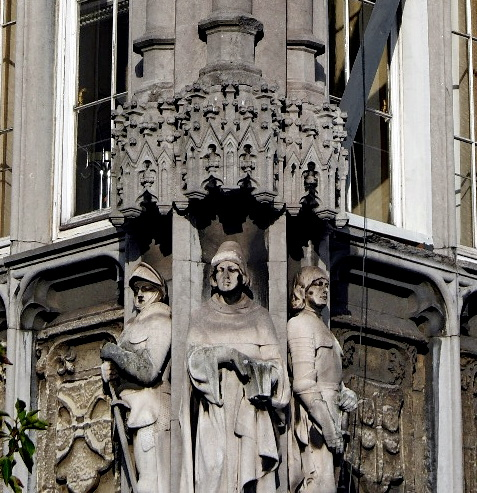
Jean le Bel (rechts, neben Jean d’Outremeuse) am Palais Provincial in Lüttich

Jean Le Bel (* um 1290 in Flandern; † 15. Februar 1370 in Lüttich) war ein französischsprachiger Chronist des Mittelalters.

## Leben

Kathedrale Saint-Lambert
Liège

Le Bels Vater, Gilles le Beal des Changes, war ein adeliger Ratsherr in Lüttich. Obwohl Le Bel in den Kirchendienst eintrat und seit ungefähr 1315 Kanonikus der Kathedrale Saint-Lambert war, führte er ein recht mondänes Leben. So soll er trotz seines kirchlichen Würdenamts in fortgeschrittenem Alter mit der Lütticher Patrizierin Marie de Prez Zwillinge gezeugt haben: Jean und Gilles, die ihrerseits Ritter und Domherr wurden. 1327 begleitete er seinen Freund und Gönner Jean de Beaumont (* 1288; † 1356), den Sohn des Grafen von Hennegau (Johann I. von Hennegau, 1248–1304) nach England, wo er an einem erfolglosen Feldzug gegen die Schotten teilnahm.
Jacques de Hemricourt, Autor des Miroir des nobles de Hesbaye („Adelsspiegel von Hesbaye“) singt ein Loblied auf seinen Charakter, seine Gastfreundschaft und sein imponierendes Auftreten. Er versichert, dass Le Bel mehr als 80 Jahre alt wurde. 1369 schrieb Le Bel sein Testament. Die Grabinschrift nennt 1370 als Todesjahr.

## Werk
Le Bel war einer der ersten Chronisten, der nicht lateinisch, sondern französisch schrieb. Er soll von Jean de Rocquetaillade (Johannes de Rupescissa) beeinflusst worden sein. Lange Zeit wusste man von ihm nur, weil Jean Froissart ihn im Vorwort seines ersten Buches als eine seiner Quellen benennt:
...moi Jean Froissart, je commence à parler, d’après la relation de Monseigneur Jean le Bel, jadis chanoine de Saint Lambert de Liège...
...ich, Jean Froissart, erhebe das Wort gemäß dem Bericht von Jean Le Bel, ehemals Kanonikus von Saint Lambert in Lüttich....
Im Auftrag Jean de Beaumonts habe er die 110 Kapitel der Vrayes Chroniques („Die wahre Chronik“) geschrieben, die mit nüchterner Präzision die Ereignisse der Herrschaft Eduards III. und des ersten Teils des Hundertjährigen Krieges zwischen Frankreich und England, nämlich die der Jahre 1329–1367 beschreibt. Dazu soll er einer der ersten gewesen sein, der systematische Befragungen von Zeitzeugen zur Feststellung der Fakten angestellt hat. Hauptverdienst Le Bels war, dass er in seiner Chronik alle Informationen zurückwies, für die kein unmittelbarer Zeuge herangezogen werden konnte. Trotz seiner Sympathie für die Engländer blieb Le Bel als Berichterstatter unparteiisch.
Bis ins 19. Jahrhundert blieb Le Bel fast unbekannt. 1847 wurde ein Fragment seiner Schrift entdeckt: in Le Miroir des Histoires von Jean d’Outremeuse. Als Ganzes wurde seine Chronik 1861 wiedergefunden. Sie liegt in der Bibliothek von Chalons-sur-Marne und wurde erstmals von L. Polain 1863 herausgegeben. Le Bels Lieder und Gedichte, die Virelais, von denen Hemricourt berichtet, sind bis heute verschollen.

## Belege
1. ↑   Biographisch-Bibliographisches Kirchenlexikon

| Personendaten    | Personendaten       |
| ---------------- | ------------------- |
| NAME             | Le Bel, Jean        |
| KURZBESCHREIBUNG | belgischer Chronist |
| GEBURTSDATUM     | um 1290             |
| GEBURTSORT       | Flandern            |
| STERBEDATUM      | 15. Februar 1370    |
| STERBEORT        | Lüttich             |